# Манес, Антонин
Антони́н Ма́нес (чеш. Antonín Mánes; 3 ноября 1784, Прага, — 23 июля 1843, Прага) — чешский художник эпохи романтизма. Профессор пейзажной живописи в пражской Академии художеств, отец художников Йозефа Манеса, Гвидо Манеса и Амалии Манесовой.

## Жизнь и творчество

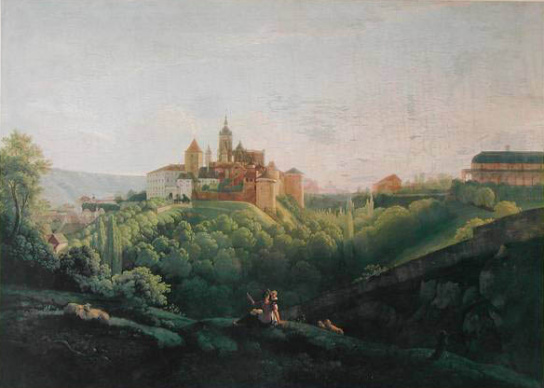
Антонин Манес. Вид на Пражские Градчаны

Антонин Манес родился в семье мельника. Искусством живописи овладел самоучкой, в течение нескольких лет работал на пражской фарфоровой фабрике художником-дизайнером. В 1806 году Антонин поступает в школу при пражской Академии художеств. Большое влияние на живопись А. Манеса оказала работа в мастерской его учителя, Карела Постла. В 1836 году Манес становится профессором пейзажной живописи в пражской Академии художеств. Увлёкшись вначале изображением идеальных пейзажей, художник постепенно, под влиянием современного ему немецкого искусства, начинает писать романтические полотна, зачастую с элементами реалистической живописи. Был большим поклонником творчества голландских мастеров XVII столетия.
Антонин Манес был отцом художников Йозефа Манеса, Гвидо Манеса и Амалии Манесовой. Его младший брат — художник Вацлав Манес.
Похоронен в Праге на Малостранском кладбище.

## Известные произведения
- Аллея (1822—1823)
- Вид на Bubenec (1825)
- Ландшафт руины храма (1827—1828)
- Скалистый регион
- Ночь
- Цикл мисука
- Олуржихи и Божены
- Сумрак
- Липтовский Газда
- Поцелуй
- Добро пожаловать, гость, в замок
- В летние время

## Местонахождение работ
Его произведения находятся в Национальной галерее в Праге, в галерее изобразительного искусства города Острава, в замке города Чески-Крумлов и в других странах.